# Kanton Tonnay-Charente
Der Kanton Tonnay-Charente ist seit 1790 ein französischer Wahlkreis im Département Charente-Maritime und in der Region Nouvelle-Aquitaine. Er umfasst 15 Gemeinden im Arrondissement Rochefort. Im Rahmen der landesweiten Neuordnung der französischen Kantone wurde er im Frühjahr 2015 erweitert.

## Gemeinden
Der Kanton hat 29.578 Einwohner (Stand: 1. Januar 2022) auf einer Gesamtfläche von 271,74 km²:
| Gemeinde                   | Einwohner 1. Januar 2022 | Fläche km² | Dichte Einw./km² | Code INSEE | Postleitzahl |
| -------------------------- | ------------------------ | ---------- | ---------------- | ---------- | ------------ |
| Breuil-Magné               | 1.891                    | 22,25      | 85               | 17065      | 17870        |
| Cabariot                   | 1.470                    | 15,12      | 97               | 17075      | 17430        |
| Échillais                  | 3.701                    | 14,72      | 251              | 17146      | 17620        |
| Genouillé                  | 889                      | 34,41      | 26               | 17174      | 17430        |
| Loire-les-Marais           | 382                      | 12,46      | 31               | 17205      | 17870        |
| Lussant                    | 1.013                    | 8,79       | 115              | 17216      | 17430        |
| Moragne                    | 538                      | 12,03      | 45               | 17246      | 17430        |
| Muron                      | 1.357                    | 39,06      | 35               | 17253      | 17430        |
| Port-des-Barques           | 1.754                    | 5,66       | 310              | 17484      | 17730        |
| Saint-Coutant-le-Grand     | 416                      | 12,80      | 33               | 17320      | 17430        |
| Saint-Hippolyte            | 1.485                    | 23,28      | 64               | 17346      | 17430        |
| Saint-Nazaire-sur-Charente | 1.214                    | 20,31      | 60               | 17375      | 17780        |
| Soubise                    | 3.935                    | 10,93      | 360              | 17429      | 17780        |
| Tonnay-Charente            | 8.248                    | 34,39      | 240              | 17449      | 17430        |
| Vergeroux                  | 1.285                    | 5,53       | 232              | 17463      | 17300        |
| Kanton Tonnay-Charente     | 29.578                   | 271,74     | 109              | 1725       | –            |

Bis zur landesweiten Neuordnung der französischen Kantone im März 2015 gehörten zum Kanton Tonnay-Charente die acht Gemeinden Cabariot, Genouillé, Lussant, Moragne, Muron, Saint-Coutant-le-Grand, Saint-Hippolyte und Tonnay-Charente. Sein Zuschnitt entsprach einer Fläche von 179,88 km2. Er besaß vor 2015 den INSEE-Code 1739.

## Politik
| Vertreter im Departementrat | Vertreter im Departementrat           | Vertreter im Departementrat |
| Amtszeit                    | Namen                                 | Partei                      |
| --------------------------- | ------------------------------------- | --------------------------- |
| 1994–2015                   | Jean-Pierre Guillon                   | PS                          |
| 2015–                       | Robert Chatelier Marie-Chantal Périer | UMP                         |